# Gongoret
Ne doit pas être confondu avec Gongoré.
Gongoret est une ville et une sous-préfecture de Guinée, rattachée à la préfecture de Mamou et à la région de Mamou. 

## Population
En 2016, la localité comptait 9 336 habitants.